# Ball Range
La Ball Range è una catena montuosa situata sullo spartiacque continentale tra Vermilion Pass e Red Earth Pass nel Kootenay National Park, in Canada. La catena montana prende il nome da John Ball, un politico che ha contribuito a garantire finanziamenti per la spedizione Palliser.
Si estende per 465 km² e misura 35 km di lunghezza da nord a sud e 26 km da est a ovest.